# 伊芙琳·恩德晓
伊芙琳•恩德晓（英語：Evelyn Underhill，1875年12月6日—1941年6月15日），英国作家，和平主义者，其作品主要关注灵性修炼和基督教神秘主义。于1911年出版《神秘主义》（Mysticism）。

## 生平
恩德晓出生于英國的伍尔弗汉普顿。 父亲和丈夫都是法律作家和律师。恩德晓与丈夫Hubert Stuard Moore是青梅竹马，二人于1907年结婚，婚后无子女。恩德晓经常在欧洲旅行，潜心参访教堂和修道院。恩德晓成长於爱德华时代，具有浪漫主义倾向。乃是巴斯和威尔士的主教方濟•恩德晓（Francis Underhill）的表亲。

### 教育
恩德晓在家里接受教育，只上过三年的私立学校，后来在伦敦大学国王学院修读历史学和植物学，获得阿伯丁大学的荣誉神学博士学位，也是国王学院的研究员。 她是第一位面向英格兰教会的神职人员进行演讲的女性，也是教会第一位正式聘请指导退修的女性。

## 影响
恩德晓的丈夫组织她参加天主教教会，这对她影响很大。其夫也是一名作家，婚前婚后都非常支持恩德晓的写作生涯，然而却不认同她的灵性追求。恩德晓早期的著作中使用“神秘主义”和“神秘主义者”这样的词，后来就用“灵性”“圣徒”这样的词语，因为觉得后者的显得更不具有威胁性。恩德晓深信任何人都有权接触到神秘主义的生活方式，并因此多被批评。
恩德晓对泰戈尔影响巨大，1915年他们共同翻译和发表了卡比尔的诗集，恩德晓热情洋溢地撰写了序言。

## 荣誉
2000年以来， 英格兰教会 每年6月15日都按礼仪来纪念恩德晓。